# Copa Chile 1995
La Copa Chile 1995 fue la 25.ª edición de la Copa Chile. El torneo comenzó el 11 de febrero de 1995 y concluyó el 14 de septiembre del mismo año. El campeón de esa edición del torneo, fue el equipo de la Universidad Católica, que derrotó a Cobreloa por 4–2 en la final a partido único.
En ese torneo, los campeones de los 4 grupos de la Primera División, avanzarán directamente a los cuartos de final y los segundos de grupo de la misma categoría, enfrentarán en un repechaje a los 4 campeones de grupo de la Segunda División (actual Primera B), por los 4 cupos restantes a los cuartos de final.
Fue la única edición de la Copa Chile, en que el certamen se disputó con ese formato.

## Fase grupal - Primera División

### Grupo 1
| Pos | Equipo               | PJ | PG | PE | PP | GF | GC | Dif | Pts |
| --- | -------------------- | -- | -- | -- | -- | -- | -- | --- | --- |
| 1   | Universidad Católica | 6  | 5  | 1  | 0  | 16 | 5  | +11 | 16  |
| 2   | Cobreloa             | 6  | 2  | 1  | 3  | 10 | 9  | +1  | 7   |
| 3   | Regional Atacama     | 6  | 2  | 1  | 3  | 8  | 15 | -7  | 7   |
| 4   | Deportes Antofagasta | 6  | 1  | 1  | 4  | 7  | 12 | -5  | 4   |

### Grupo 2
| Pos | Equipo               | PJ | PG | PE | PP | GF | GC | Dif | Pts |
| --- | -------------------- | -- | -- | -- | -- | -- | -- | --- | --- |
| 1   | Universidad de Chile | 6  | 4  | 1  | 1  | 10 | 2  | +8  | 13  |
| 2   | Deportes La Serena   | 6  | 2  | 2  | 2  | 4  | 5  | -1  | 8   |
| 3   | Coquimbo Unido       | 6  | 2  | 1  | 3  | 4  | 9  | -5  | 7   |
| 4   | Unión Española       | 6  | 1  | 2  | 3  | 4  | 6  | -2  | 5   |

### Grupo 3
| Pos | Equipo    | PJ | PG | PE | PP | GF | GC | Dif | Pts |
| --- | --------- | -- | -- | -- | -- | -- | -- | --- | --- |
| 1   | Colo-Colo | 6  | 5  | 1  | 0  | 17 | 6  | +11 | 16  |
| 2   | Everton   | 6  | 2  | 2  | 2  | 8  | 13 | -5  | 8   |
| 3   | O'Higgins | 6  | 1  | 4  | 1  | 8  | 9  | -1  | 7   |
| 4   | Palestino | 6  | 0  | 1  | 5  | 7  | 12 | -5  | 1   |

### Grupo 4
| Pos | Equipo              | PJ | PG | PE | PP | GF | GC | Dif | Pts |
| --- | ------------------- | -- | -- | -- | -- | -- | -- | --- | --- |
| 1   | Deportes Concepción | 6  | 3  | 2  | 1  | 9  | 6  | +3  | 11  |
| 2   | Huachipato          | 6  | 3  | 2  | 1  | 10 | 7  | +3  | 11  |
| 3   | Deportes Temuco     | 6  | 3  | 1  | 2  | 10 | 9  | +1  | 10  |
| 4   | Provincial Osorno   | 6  | 0  | 1  | 5  | 3  | 10 | -7  | 1   |

## Fase grupal - Segunda División

### Grupo 1
| Pos | Equipo           | PJ | PG | PE | PP | GF | GC | Dif | Pts |
| --- | ---------------- | -- | -- | -- | -- | -- | -- | --- | --- |
| 1   | Cobresal         | 6  | 5  | 1  | 0  | 15 | 5  | +10 | 16  |
| 2   | Deportes Iquique | 6  | 3  | 1  | 2  | 8  | 9  | -1  | 10  |
| 3   | Deportes Ovalle  | 6  | 1  | 2  | 3  | 5  | 7  | -2  | 5   |
| 4   | Deportes Arica   | 6  | 1  | 0  | 5  | 6  | 13 | -7  | 3   |

### Grupo 2
| Pos | Equipo             | PJ | PG | PE | PP | GF | GC | Dif | Pts |
| --- | ------------------ | -- | -- | -- | -- | -- | -- | --- | --- |
| 1   | Santiago Wanderers | 6  | 5  | 1  | 0  | 19 | 4  | +15 | 16  |
| 2   | Audax Italiano     | 6  | 2  | 3  | 1  | 6  | 6  | 0   | 9   |
| 3   | Unión San Felipe   | 6  | 2  | 2  | 2  | 9  | 7  | +2  | 8   |
| 4   | Unión La Calera    | 6  | 0  | 0  | 6  | 1  | 18 | -17 | 0   |

### Grupo 3
| Pos | Equipo             | PJ | PG | PE | PP | GF | GC | Dif | Pts |
| --- | ------------------ | -- | -- | -- | -- | -- | -- | --- | --- |
| 1   | Colchagua          | 6  | 4  | 1  | 1  | 13 | 6  | +7  | 13  |
| 2   | Deportes Melipilla | 6  | 1  | 4  | 1  | 9  | 9  | 0   | 7   |
| 3   | Rangers            | 6  | 1  | 4  | 1  | 5  | 7  | -2  | 7   |
| 4   | Unión Santa Cruz   | 6  | 0  | 3  | 3  | 3  | 8  | -5  | 3   |

### Grupo 4
| Pos | Equipo                | PJ | PG | PE | PP | GF | GC | Dif | Pts |
| --- | --------------------- | -- | -- | -- | -- | -- | -- | --- | --- |
| 1   | Ñublense              | 6  | 3  | 2  | 1  | 10 | 9  | +1  | 11  |
| 2   | Fernández Vial        | 6  | 2  | 3  | 1  | 12 | 8  | +4  | 9   |
| 3   | Deportes Linares      | 6  | 1  | 3  | 2  | 6  | 9  | -3  | 6   |
| 4   | Deportes Puerto Montt | 6  | 0  | 4  | 2  | 6  | 8  | -2  | 4   |

| Avanzan a segunda ronda    |
| Avanzan a cuartos de final |

## Segunda ronda
| Equipo 1           | Agr. | Equipo 2           | Ida | Vuelta |
| ------------------ | ---- | ------------------ | --- | ------ |
| Cobreloa           | 6:3  | Cobresal           | 1:1 | 5:2    |
| Deportes La Serena | 3:2  | Santiago Wanderers | 2:0 | 1:2    |
| Everton            | 6:4  | Colchagua          | 1:2 | 5:2    |
| Huachipato         | 3:4  | Ñublense           | 1:2 | 2:2    |

## Cuartos de final
| Equipo 1             | Agr.    | Equipo 2           | Ida | Vuelta |
| -------------------- | ------- | ------------------ | --- | ------ |
| Universidad Católica | 6:3     | Deportes La Serena | 5:1 | 1:2    |
| Deportes Concepción  | 6:1     | Everton            | 2:0 | 4:1    |
| Universidad de Chile | 3:4     | Cobreloa           | 2:3 | 1:1    |
| Colo-Colo            | 4:4 (v) | Ñublense           | 0:2 | 4:2    |

Nota: En cada llave, el equipo ubicado en la primera línea es el que ejerce la localía en el partido de vuelta.

## Semifinales
| 22 de agosto de 1995 | Ñublense | 1:3 | Universidad Católica | Estadio Nelson Oyarzún, Chillán |  |

| 29 de agosto de 1995 | Universidad Católica | 5:2 | Ñublense | Estadio San Carlos de Apoquindo, Santiago |  |

- Clasifica: Universidad Católica.

| 22 de agosto de 1995 | Cobreloa | 3:1 | Deportes Concepción | Estadio Municipal, Calama |  |

| 29 de agosto de 1995 | Deportes Concepción | 1:0 | Cobreloa | Estadio Municipal, Concepción |  |

- Clasifica: Cobreloa.

## Final
| 14 de septiembre de 1995 | Universidad Católica                                                                       | 4:2 | Cobreloa                                 | Estadio Nacional, Santiago                                        |                                                                   |
|                          | Alberto Acosta 7' · Sebastián Rozental 17' · Rodrigo Barrera 36' · Miguel Rojas 66' (a.g.) |     | Marcelo Miranda 22' · Pedro González 44' | Asistencia: 8.328 espectadores Árbitro(s): Eduardo Gamboa (Chile) | Asistencia: 8.328 espectadores Árbitro(s): Eduardo Gamboa (Chile) |